# ترمس ضيق الأوراق

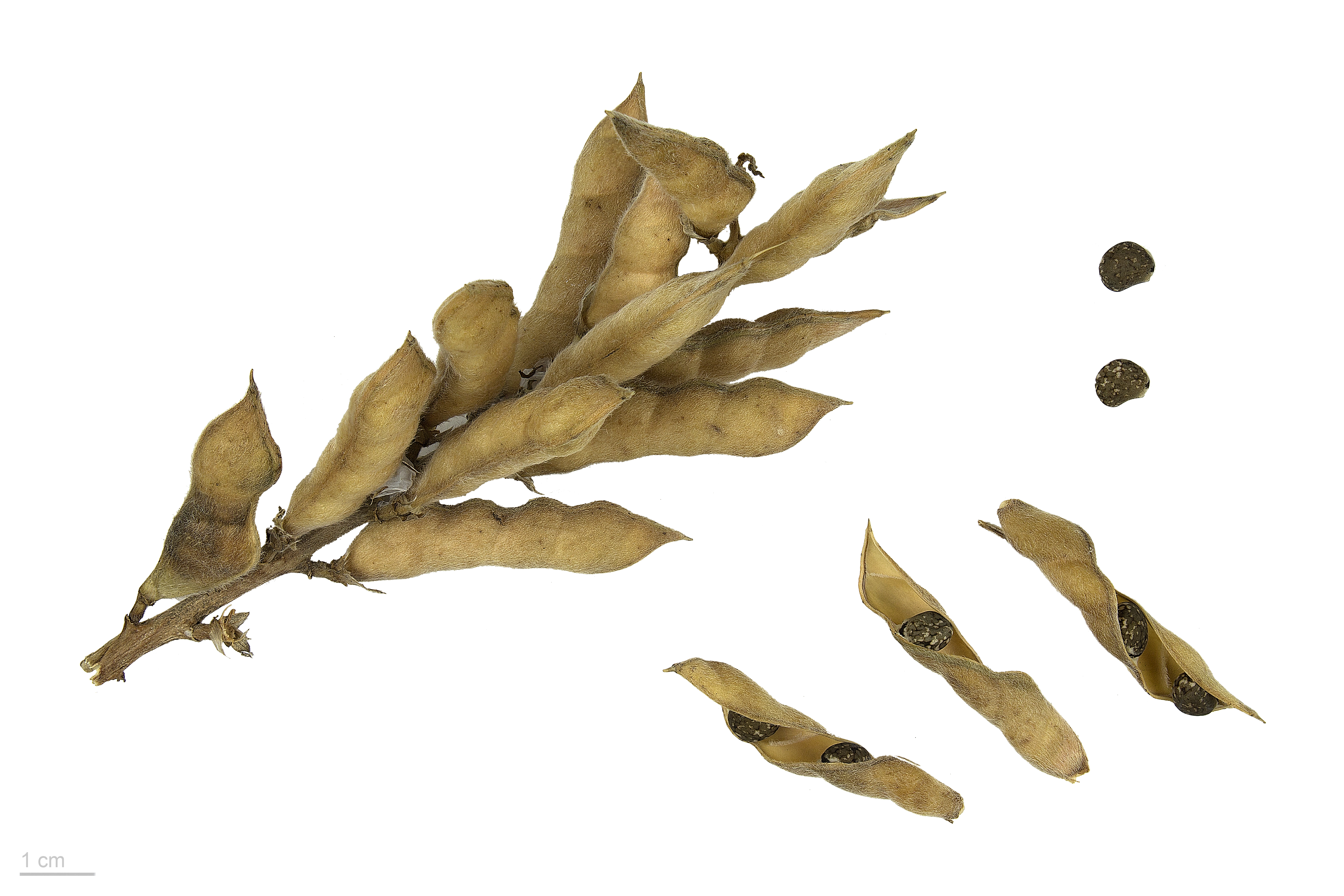
Lupinus angustifolius”

الترمس ضيق الأوراق أو ترمس شيطاني أو ترمس الشيطان  (باللاتينية: Lupinus angustifolius) نوع نباتي يتبع جنس الترمس من الفصيلة البقولية المعروفة بقدرتها على تثبيت النيتروجين الجوي من خلال بكتيريا المستجذرة.

## الموئل والانتشار
موطنه بلاد الشام ومصر والمغرب العربي ومعظم مناطق حوض البحر الأبيض المتوسط. والنبات موجود كنبات دخيل في معظم مناطق أوروبا.